# Pula, Veszprém
Pula  este un sat în districtul Veszprém, județul Veszprém, Ungaria, având o populație de 206 locuitori (2011).

## Demografie
Componența etnică a satului Pula
     Maghiari (73,15%)
     Germani (24,12%)
     Romi (2,72%)
Componența confesională a satului Pula
     Romano-catolici (69,42%)
     Luterani (6,31%)
     Reformați (2,91%)
     Necunoscută (21,36%)
Conform recensământului din 2011, satul Pula avea 206 locuitori. Din punct de vedere etnic, majoritatea locuitorilor (73,15%) erau maghiari, existând și minorități de germani (24,12%) și romi (2,72%).  Din punct de vedere confesional, majoritatea locuitorilor (69,42%) erau romano-catolici, existând și minorități de luterani (6,31%) și reformați (2,91%). Pentru 21,36% din locuitori nu este cunoscută apartenența confesională.